# Хронологична таблица за откриване и изследване на остров Нова Гвинея
| Години          | Име на откривател, изследовател         | Направени открития и изследвания | Изследванията му засягат следните съвременни страни |
| --------------- | --------------------------------------- | --- | --------------------------------------------------- |
| 1526            | Жоржи ди Минезиш                        | Откриване на част от северозападния бряг на Нова Гвинея – северното крайбрежие на п-ов Чендравасих (Вогелскоп) | Индонезия                                           |
| 1545            | Иниго Ортис де Ретес                    | Откриване на о-вите Схаутен (1°00′ ю. ш. 135°40′ и. д. / 1° ю. ш. 135.666667° и. д., в т.ч. Биак, Супиори и Нумфор) в северната част на залива Гелвинк (Сарера Басин) и около 1400 км от северното крайбрежие на острова, между 138° и 145° и.д. Първо название на новооткритата земя – Нова Гвинея | Индонезия, Папуа Нова Гвинея                        |
| 1605-1606       | Вилем Янсзон                            | Откриване на участък от югозападното крайбрежие на Нова Гвинея между 4º и 8º ю.ш. и 135° и 138° и.д. | Индонезия                                           |
| 1606            | Луис Ваес де Торес                      | Откриване на цялото крайбрежие на залива Папуа, в т.ч. островите Маланданса, Перос, Вулкан, Мансерате, Кантаридес в рифовете Уориор между 9º - 10º ю.ш. и 143º - 144º и.д. и Торесовия проток, разделящ Нова Гвинея на север от Австралия на юг. Откриване на част от южно крайбрежие на Нова Гвинея до 141° и.д. на запад и южния бряг на п-ов Бомбарай между 135° и 132° и.д. | Папуа Нова Гвинея                                   |
| 1616            | Якоб Лемер, Вилем Схаутен               | Откриване устието на река Сепик (3°51′ ю. ш. 144°33′ и. д. / 3.85° ю. ш. 144.55° и. д.) на северното крайбрежие на Нова Гвинея и виждане далеч на юг на планински върхове | Папуа Нова Гвинея                                   |
| 1623            | Ян Карстенс, Вилем ван Колстер          | Откриване (в отделни участъци вторично след Вилем Янсзон) на югозападния бряг на Нова Гвинея от 134º 30` и.д. до нос Валс (8°30′ ю. ш. 137°30′ и. д. / 8.5° ю. ш. 137.5° и. д.) на остров Колепом, част от южния бряг до 141º и.д. и планините във вътрешността на острова, с увенчани със сняг върхове | Индонезия                                           |
| 1700            | Уилям Дампир                            | Откриване на протока Дампир, отделящ п-ов Чендравасих на юг от остров Вайгео на север и част от най-западното крайбрежие на Нова Гвинея | Индонезия                                           |
| 1705            | Якоб Вейланд                            | Откриване на големия залив Гелвинк (Серера Басин) и бреговете му и множеството острови в него, в т.ч. остров Япен | Индонезия                                           |
| 1791            | Д. Макклур                              | Откриване на залива Макклур (Берау, 2°30′ ю. ш. 132°40′ и. д. / 2.5° ю. ш. 132.666667° и. д.), вклиняващ се между п-ов Чендравасих (Вогелскоп) на север и п-ов Бомбарай на юг | Индонезия                                           |
| 1793            | Жозеф Антуан д'Антрекасто               | Откриване на залива Юон (7°00′ ю. ш. 147°20′ и. д. / 7° ю. ш. 147.333333° и. д.), п-ов Юон, разположен северно от залива и част от североизточните брегове на Нова Гвинея | Папуа Нова Гвинея                                   |
| 1826            | Дирк Хендрик Колф                       | Откриване устието на река Дигул и северната част на протока Мули, между Нова Гвинея и остров Колепом | Индонезия                                           |
| 1827            | Жул Дюмон-Дюрвил                        | Откриване на залива Астролабия (5°25′ ю. ш. 145°49′ и. д. / 5.416667° ю. ш. 145.816667° и. д.) и част от североизточното крайбрежие на Нова Гвинея между 147° и 145° и.д. Откриване на залива Хумболд (Телук-йос-Сударсо, 2°35′ ю. ш. 140°45′ и. д. / 2.583333° ю. ш. 140.75° и. д.) и изследване и картиране на над 2000 км от северното крайбрежие в т.ч. откритите от него крайбрежни планини Торичели и Бевани | Папуа Нова Гвинея, Индонезия                        |
| 1845            | Франсис Прайс Блекууд                   | Картиране крайбрежието на залива Папуа и откриване устието на най-голямата река на Нова Гвинея – Флай (8°30′ ю. ш. 143°30′ и. д. / 8.5° ю. ш. 143.5° и. д.), вливаща се от запад в залива, устието на река Турама и делтата на река Кикори | Папуа Нова Гвинея                                   |
| 1849-1850       | Оуен Стенли                             | Откриване на най-югоизточната точка на Нова Гвинея – нос Брумер (9°00′ ю. ш. 150°20′ и. д. / 9° ю. ш. 150.333333° и. д.), планината Оуен Стенли с върховете Томпсън, Симпсън, Дейман (Каова-Горо), Саклинг, Кларенс, Браун, Обри и пик Оуен Стенли и топографско картиране на редица заливи и носове в залива Папуа | Папуа Нова Гвинея                                   |
| 1871            | Павел Николаевич Назимов (1829-1902)    | Картиране на залива Астролабия на североизточното крайбрежие на Нова Гвинея и откриване на протока Витяз (5°35′ ю. ш. 146°50′ и. д. / 5.583333° ю. ш. 146.833333° и. д.), между Нова Гвинея и островите Лонг Айлънд и Умбой | Папуа Нова Гвинея                                   |
| 1871-1872       | Николай Миклухо-Маклай                  | Изследване бита, обичаите и религиозните обреди на папуасите, населяващи североизточния бряг на Нова Гвинея, източно от залива Астролабия | Папуа Нова Гвинея                                   |
| 1872            | Одоардо Бекари, Луиджи Мария Албертис   | Изследване на югоизточната част на п-ов Чендравасих (Вогелскоп) в Северозападна Нова Гвинея | Индонезия                                           |
| 1872-1873       | Михаил Николаевич Кумани (неизв.-1889)  | Картиране на протока Изумруд (4°45′ ю. ш. 145°50′ и. д. / 4.75° ю. ш. 145.833333° и. д.), между Нова Гвинея и остров Каркар (Дампир) | Папуа Нова Гвинея                                   |
| 1873            | Адолф Бернард Майер (1840-1911)         | Пресичане на провлака съединяващ п-ов Чендравасих (Вогелскоп) с останалата част на Нова Гвинея и изследване на залива Макклур (Берауи хребета Арфак на п-ов Чендравасих | Индонезия                                           |
| 1873-1874       | Джон Морсби                             | Откриване на залива Порт Морсби (9°27′ ю. ш. 147°07′ и. д. / 9.45° ю. ш. 147.116667° и. д.) и топографско картиране на южното крайбрежие на Югоизточния полуостров на Нова Гвинея (1873). Детайлно изследване и картиране на североизточното крайбрежие на Югоизточния полуостров до 147º 40` и.д. и на север от залива Юон откриване на планината Сарувагед и дооткриване на заливите Колингууд (9°20′ ю. ш. 149°20′ и. д. / 9.333333° ю. ш. 149.333333° и. д.) и Дайк Аклънд (9°00′ ю. ш. 148°40′ и. д. / 9° ю. ш. 148.666667° и. д.) и вулкана Трафалгар | Папуа Нова Гвинея                                   |
| 1874            | Николай Миклухо-Маклай                  | Изследване на югозападното крайбрежие на Нова Гвинея | Папуа Нова Гвинея                                   |
| 1874-1875       | Георг фон Шлайниц                       | Изследване на северното крайбрежие на Нова Гвинея | Индонезия, Папуа Нова Гвинея                        |
| 1875-1876       | Одоардо Бекари                          | Изследване на цялото северозападно крайбрежие на Нова Гвинея на изток до 141º и.д. | Индонезия                                           |
| 1876-1877       | Луиджи Мария Албертис, Одоардо Бекари   | Плаване нагоре по река Флай и откриване на множество от притоците ѝ, в т.ч. най-големият ѝ ляв приток – река Стриклънд | Папуа Нова Гвинея                                   |
| 1879-1882       | Ото Финш                                | Изследване на животинския свят в североизточната част на Нова Гвинея | Папуа Нова Гвинея                                   |
| 1882-1885       | Вадим Василиевич Благодарев (1843-1890) | Картиране бреговете на залива Астролабия (5°15′ ю. ш. 146°00′ и. д. / 5.25° ю. ш. 146° и. д.) в Новогвинейско море и откриване на залива Алексей и редица малки острови, в т.ч. остров Скобелев | Папуа Нова Гвинея                                   |
| 1884            | Ото Финш                                | Картиране на част от североизточното крайбрежие на острова и откриване устията на реките Сепик (втора по големина на острова) и Раму (Отилиен Флюс) и части от разклоненията на планината Бисмарк | Папуа Нова Гвинея                                   |
| 1885            | Хенри Чарлз Еверил                      | Вторично откриване на река Стриклънд (ляв приток на Флай) | Папуа Нова Гвинея                                   |
| 1886            | Георг фон Шлайниц                       | Картиране устието на река Сепик (в североизточната част на острова) и устието на река Раму (Отилиен Флюс) | Папуа Нова Гвинея                                   |
| 1887            | Теодор Бивен                            | Изследване устията на реките Кикори и Пурари, вливащи се в залива Папуа и картиране на хребета Алберт между тях | Папуа Нова Гвинея                                   |
| 1887            | Карл Шрадер                             | Изследване и картиране на 1100 км от течението на река Сепик | Папуа Нова Гвинея                                   |
| 1888            | Хуго Цьолер                             | Първо проникване в планината Бисмарк и откриване на най-високия ѝ връх Вилхелм (4506 м) | Папуа Нова Гвинея                                   |
| 1889-1897       | Уилям Макгрегър, Карл Лаутербах         | Първи изследвания на вътрешните области в югоизточната част на Нова Гвинея. 1889: Изкачване по река Ванапа (вливаща се в залива Папуа) до изворите ѝ и покоряване на връх Виктория (4100 м) в планината Оуен Стенли. 1889-1890: Изкачване на 1000 км по река Флай и по новооткритата река Палмер. 1893: Изследване и ка ртиране на долните течения на реките Кикори и Турама, вливащи се в залива Папуа. 1895: Откриване на река Муса, вливаща се в залива Дайк Аклънд, на северното крайбрежие на Югоизточния полуостров на Нова Гвинея. 1896: Първо пресичане на Югоизточния полуостров от север на юг, а през 1897 – от юг на север. Извършване на мащабни геоложки, ботанически и етнографски изследвания. | Папуа Нова Гвинея                                   |
| 1896-1898       | Карл Лаутербах, Ернст Тапенбек          | Изследване и картиране цялото течение на река Раму (Отилиен Флюс), в горното ѝ течение откриване на хребета Хаген и изследване на части от планината Бисмарк | Папуа Нова Гвинея                                   |
| 1897            | Амедео Джулянети                        | Дооткриване на планината Оуен Стенли в югоизточната част на Нова Гвинея | Папуа Нова Гвинея                                   |
| 1897            | Амедео Джулянети                        | Дооткриване на планината Оуен Стенли в югоизточната част на Нова Гвинея | Папуа Нова Гвинея                                   |
| 1904            | Е. Мейс                                 | Изследване басейна на река Дигул в югозападната част на Нова Гвинея | Индонезия                                           |
| 1907-1909       | Вилхелм Дамкелер                        | Изследване басейна на река Маркем (в Североизточна Нова Гвинея), вливаща се в залива Юон | Папуа Нова Гвинея                                   |
| 1907-1910       | Хендрик Лоренц                          | Изследване и топографско картиране на част от югозападната част на Нова Гвинея (1907). Откриване и изследване на река Лоренц, вливаща се на 5º 30` ю.ш. в залива Фламинго на Арафурско море. Изкачване на хребета Орание в Снежните планини и изследване на долното и средно течение на река Дигул, най-голямата река в западната част на острова (1909-1910) | Индонезия                                           |
| 1909-1910       | Алфонс Хердерсхе                        | Изкачване по река Мамберамо в Северозападна Нова Гвинея и откриване на обширна равнина дренирана от двете съставящи реки на Мамберамо – Вилиген и Иденбург (Таритау). Изследване и картиране на цялото течение на Вилиген, заедно с откритите съставящи я реки – Тарику (Руфор) и Дело | Индонезия                                           |
| 1910            | Рихард Турнвалд                         | Изследване на редица десни притоци на река Сепик, в т.ч. река Ейприл, проникване на юг в хребета Сентрал Рейндж и откриване на хребета Турнвалд в изворите на Сепик | Папуа Нова Гвинея                                   |
| 1910-1911       | Стенифорд Майлс Смит                    | Изследване и картиране на района на запад от река Кикори в южната част на Нова Гвинея | Папуа Нова Гвинея                                   |
| 1913            | Алфонс Хердерсхе                        | Първо изкачване на връх Пункак Джава (Вилхелмина Топ, 4884 м), един от най-високите върхове в Нова Гвинея | Индонезия                                           |
| 1913-1914       | Я. Оперман                              | Топографско заснемане и картиране басейните на двете съставящи реки на река Мамберамо – Тарику (Вилиген) лява и Таритату (Иденбург) дясна и откриване и изследване на северните склонове на планината Маоке (Орание) на протежение над 500 км | Индонезия                                           |
| 1927            | Чарлз Кариус, Айвън Чемпион             | Първо пресичане на Нова Гвинея от юг на север, от устието на река Флай до устието на река Сепик, откриване изворите и горните течения на двете реки и горното течение на река Стриклънд (ляв приток на Флай) | Папуа Нова Гвинея                                   |
| 1930, 1933-1934 | Майкъл Джеймс Лийхи                     | Второ пресичане на Нова Гвинея, този път от север на юг, през планината Бисмарк, откриване на планината Хаген и проследяване и картиране на цялото течение на река Пурари (1930). Първо проникване в долината Вахги в западната част на Папуа Нова Гвинея (1933). Първо изкачване на връх Гилуве (6°03′ ю. ш. 143°53′ и. д. / 6.05° ю. ш. 143.883333° и. д., 4368 м), втория по височина връх на Папуа Нова Гвинея | Папуа Нова Гвинея                                   |
| 1935            | Джек Хайдс                              | Изследване на неизследваните райони във вътрешността на страната между реките Стриклънд и Пурари. Изкачване по река Стриклънд (ляв приток на Флай) до изворите ѝ и откриване на левия ѝ приток река Рентул, хребета Чемпион и редица реки и ручеи подхранващи реките Кикори и Пурари, вливащи се в залива Папуа | Папуа Нова Гвинея                                   |
| 1938-1939       | Джеймс Тейлър                           | Проследява и картиране в западна посока около 300 км от южните склонове на хребета Сентрал Рейндж, откриване изворите на реките Стриклънд и Сепик (на 141º 30` и.д.). Пресичане на хребета от юг на север и проследява цялото течение (1300 км) на Сепик до устието ѝ. Изкачване по един от десните притоци на Сепик и повторно пресичане на Сентрал Рейнж, този път от север на юг, но по друг маршрут | Папуа Нова Гвинея                                   |
| 1962            | Хенри Харен                             | Първо изкачване на връх Джая (5029 м), най-високия връх в Нова Гвинея и картиране на значителен високопланински участък | Индонезия                                           |